# 艾氏林鼠屬
艾氏林鼠属（学名：Hodomys），哺乳綱、囓齒目、倉鼠科、艾氏林鼠屬的一屬，而與艾氏林鼠屬（艾氏林鼠）同科的動物尚有澤鼠屬（大澤鼠）、漁鼠屬（特威德漁鼠）、鹿鼠屬（基考鹿鼠）、南美灘鼠屬（灰黃灘鼠）等之數種哺乳動物。

## 下属物种
本属包括以下物种：
- 艾氏林鼠 Hodomys alleni (Merriam, 1892)